# 11847 Winckelmann
11847 Winckelmann este un asteroid din centura principală de asteroizi.

## Descriere
11847 Winckelmann este un asteroid din centura principală de asteroizi. A fost descoperit pe 20 ianuarie 1988 la Tautenburg de Freimut Börngen. Asteroidul prezintă o orbită caracterizată de o semiaxă mare de 2,67 ua, o excentricitate de 0,06 și o înclinație de 10,2° în raport cu ecliptica.